# Felix von Jascheroff

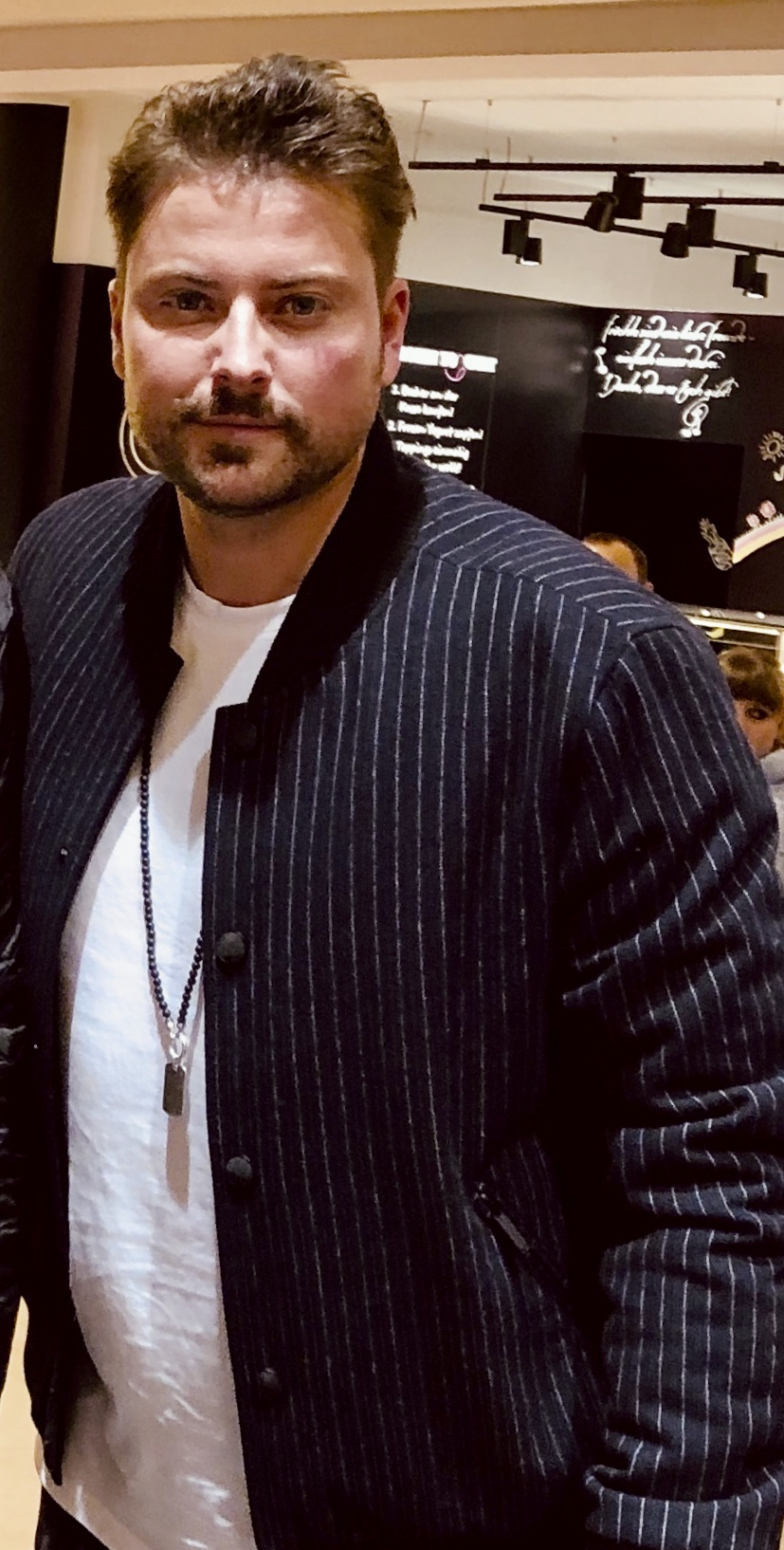
Felix von Jascheroff

Felix van Jascheroff (Berlijn, 29 augustus 1982) is een Duitse acteur.
Felix wordt geboren in een acteursfamilie. Zijn vader Mario van Jascheroff was de stem van Mickey Mouse in de Duitstalige tekenfilms. De broer van Felix, Constantin, is de stem van Jake Lloyd in de Duitstalige versie van Star Wars: Episode I: The Phantom Menace. Zijn grootmoeder is actrice en zangeres Jessy Rameik. In Duitsland kreeg hij landelijke bekendheid door zijn rol als John Bachmann in Gute Zeiten, schlechte Zeiten. Een rol die hij sinds 2001 speelt. In 2008 had Felix een gastrol in de jeugdserie Schloss Einstein.
In augustus 2007 is hij getrouwd met actrice Franziska Dilger, die hij leerde kennen bij GZSZ. Het stel heeft in 2005 een dochter gekregen. Het huwelijk tussen Felix en Franzisk is in juni 2009 officieel bekendgemaakt.

## Discografie
Album
- 2004: Über...Leben – als Fe:Lix

Singles
- 2003: Und Jetzt Kommst du... – als Fe:Lix
- 2004: du bist...pt.1 – als Fe:Lix
- 2019: Rise Again – MICAR & JASH & BoyBoyBoy
- 2020: Melody – Micar, Jash, Marmy
- 2020: Danke für Nichts
- 2020: Life Is Beautiful – Micar & Jash, Syellow
- 2020: Wenn sie tanzt – JASH & Nicole Cross
- 2022: Tonight – Micar & Jash

## Onderscheidingen
- 2001: Bravo Otto in zilver in de categorie TV-Star männlich
- 2002: Bravo Otto in zilver in de categorie TV-Star männlich
- 2003: Bravo Otto in goud in de categorie TV-Star männlich
- 2005: Bravo Otto in zilver in de categorie TV-Star männlich

- Gemeinsame Normdatei: 131887556
- International Standard Name Identifier: 0000 0003 7209 4643
- MusicBrainz: cca4c8f9-720a-4128-94bc-66d0098a9fa8
- Virtual International Authority File: 23284337
- WorldCat: E39PBJvhpR44qvcvQwWcBkrQbd